# Kölob
Kölob (Tadzjieks: Кӯлоб, Russisch: Куляб, Koeljab, van het Perzische کولاب; kul-āb; "zeewater") is een stad en de hoofdplaats van het gelijknamige district (nohija) in de provincie Chatlon in het zuidwesten van Tadzjikistan. Met 101.200 inwoners (2015) is het de vierde stad van het land. In de agglomeratie wonen ongeveer 392.100 inwoners.
De stad vormt vanaf het midden van de 20e eeuw een centrum voor de geïrrigeerde landbouw in het dal van de Jachsoe. Veel leden van de regering in Doesjanbe komen uit deze plaats. In de stad bevindt zich een mausoleum van de 14e-eeuwse soefigeleerde Sayyid Ali Hamadani.

## Geografie
De stad ligt in het dal van de Jachsoe, op ongeveer 2 km ten oosten van de linkeroever daarvan op een gemiddelde hoogte van 580 meter, aan de voet van de bergrug Hazrati Sjoh (onderdeel van de Pamir). De Jachsoe stroomt in zuidwestelijke richting naar de Kyzylsoe, een zijrivier van de Pandzj. De bergen rond de stad lopen op tot 1017 meter aan westzijde en 1481 meter aan zuidoostzijde. De stad ligt hemelsbreed op 112 km en per weg op ongeveer 190 km ten zuidoosten van de hoofdstad Doesjanbe.

### Regio
In de middeleeuwen behoorde de stad tot de provincie Chuttal (Kottal) van Transoxanië, die door de invallende Arabieren werd hernoemd tot mā warāʾan-nahr. Chuttal lag aan de overzijde (noordzijde) van de oude Oxus (de huidige Amu Darja, hier Pandzj geheten) en werd in het westen begrensd door de rivier de Vachsj, in het noordwesten door de regio Chaghaniyan en in het oosten door de regio Darvaz. De invloed van de machthebbers van de provincie strekte zich uit tussen de vallei van de Kyzylsoe en de vallei van de Vachsj. Onder de heerschappij van de Mongolen en de Timoeriden was het gebied beroemd vanwege haar paardenfokkers en zadelmakers. De provincienaam Chuttal werd in de loop van de 16e eeuw gewijzigd naar Kölob, waaruit later het huidige district Kölob ontstond.
Het huidige district (nohija) Kölob is onderverdeeld in 4 subdistricten (dzjamoats). Dit oostelijke deel van de provincie Chatlon is in tegenstelling tot het westelijke deel van de provincie sterk bergachtig met daartussen slechts enkele vruchtbare valleien. De (boomloze) met gras bedekte heuvels dienen als weidegebied, terwijl op de geïrrigeerde lössbodems van de vlakten vooral katoen, tarwe, maïs en groenten worden verbouwd. In 2010 was er 18.717 hectare akkerbouwgrond.

### Klimaat

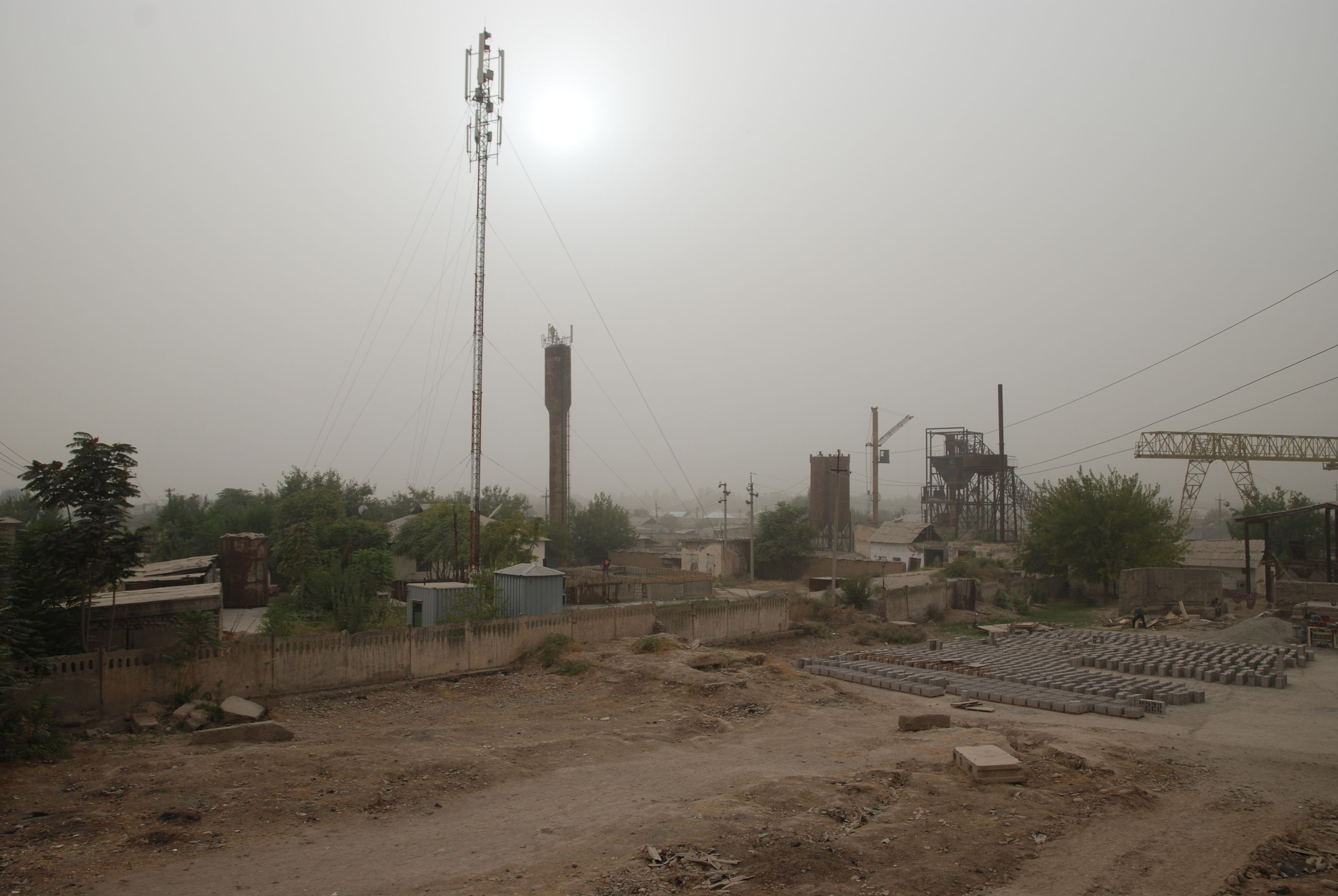
Stofstorm in het westen van de stad

Kölob heeft een Mediterraan klimaat (Köppen-subtype csa). De gemiddelde temperatuur bedraagt 15,8 °C en varieert van 2,2 °C in januari tot 28,3 °C in juli. De maxima lopen in juli gemiddeld op tot 28 °C. In de zomer daalt de temperatuur met enkele graden als gevolg van stofstormen, die regelmatig de hele dag de kracht van de zon verminderen. De gemiddelde jaarlijkse neerslag bedraagt ongeveer 470 millimeter en valt vooral in het voorjaar, met name in maart en april. In augustus valt doorgaans bijna geen regen. Gemiddeld telt de stad 72 regendagen.
| Maand                          | jan  | feb  | mrt  | apr  | mei  | jun  | jul  | aug  | sep  | okt  | nov  | dec  | Jaar  |
| ------------------------------ | ---- | ---- | ---- | ---- | ---- | ---- | ---- | ---- | ---- | ---- | ---- | ---- | ----- |
| Gemiddelde temperatuur (°C)    | 2,2  | 4,8  | 10,4 | 16,9 | 21,2 | 26,0 | 28,3 | 26,6 | 21,8 | 16,2 | 10,0 | 5,0  | 15,8  |
|                                |      |      |      |      |      |      |      |      |      |      |      |      |       |
| Neerslag (mm)                  | 53,2 | 64,6 | 94,2 | 82,5 | 59,0 | 6,1  | 3,7  | 0,5  | 1,3  | 24,0 | 33,9 | 44,8 | 468,4 |
| Regendagen (dag)               | 7,7  | 9,2  | 12,3 | 11,8 | 9,6  | 2,6  | 1,1  | 0,0  | 0,7  | 4,2  | 5,7  | 7,9  | 72,8  |
| Relatieve luchtvochtigheid (%) | 75,5 | 72,2 | 68,0 | 63,6 | 55,0 | 39,1 | 34,0 | 35,1 | 38,4 | 49,4 | 62,4 | 71,8 | 55,3  |

## Geschiedenis

### Bronstijd en ijzertijd
In het zuiden van Tadzjikistan bevonden zich in de bronstijd aan het einde van het 2e millennium v.Chr. en na de overgang naar de ijzertijd een aantal nederzettingen aan de randen van de valleien en in iets hoger gelegen gebieden. In de vroege ijzertijd nam de bevolking toe. De nederzettingen uit deze periode worden in het huidige Turkmenistan gerekend tot de Jaz-I-cultuur. Tot deze overgangsperiode behoort ook de nederzetting Karam-Berdi in het dal van de Kyzylsoe ten noorden van Kölob, die wordt gedateerd op ongeveer 1000 v.Chr. De keramiekvondsten die daar zijn gedaan lijken op de objecten uit dezelfde tijd uit Yaz Tepe aan de rivier de Moergab (Turkmenistan), Dzjarkoetan (Oezbekistan) en Tilla Tepe (Noord-Afghanistan). In september 2006 liet de Tadzjiekse regering het 2700-jarig bestaan van de stad vieren. En historische basis hiervoor ontbreekt echter. Potten uit de tijd van de Achaemeniden (700 v.Chr.) die in 1993 en 1994 werden gevonden door onderzoekers Pavel Samojlik en Moezaffar Azizov vormen volgens critici onvoldoende bewijs voor het bestaan van een nederzetting in die tijd.

### Achaemeniden en Hephthalieten
De regio rond Kölob behoorde tot de historische regio Bactrië, die rond 500 v.Chr. een satrapie was van het rijk van de Achaemeniden. Rond 330 v.Chr. trok Alexander de Grote door het gebied en tot ongeveer 300 na Chr. behoorde het tot de invloedssfeer van het Kushanrijk. Tussen ongeveer 500 en 560 was het gebied in handen van de Hephthalieten, die ook de Zijderoutes beheersten. Een van deze Zijderoutes voerde vanuit Türkmenabat in het huidige Turkmenistan aan de Amu Darja via Balch en Kunduz naar het oosten door de historische provincie Darwoz en door Gorno-Badachsjan tot aan Hotan in China (Pamir-route). Een andere route liep ten noorden van Balch over Termiz, Denov, Hisor (Doesjanbe) en Gharm naar Kashgar in China (Karategin-route). Tussen deze beide handelswegen lag de Chatlon-route, die door Kölob liep en aansloot op beide andere handelsroutes. Andere handelsgoederen kwamen uit het zuiden vanuit Mesopotamië via Balch en later (zo wijzen vondsten bij de ruïnes van Choelboek uit) uit het Irak van de Abassiden.
Rond 570 vielen Turkse volkeren het vroegere gebied van de Hephthalieten en het door de Sassaniden gecontroleerde Afghanistan binnen. Aan het einde van de 6e en het begin van de 7e eeuw braken vervolgens onrustige tijden aan voor de kleine vorstendommen die waren ontstaan vanuit de Hephthalieten en in het spanningsveld van de Turkse volkeren en de Sassaniden lagen.

### Omajjaden, Banijuriden en Ghaznaviden
In het midden van de 7e eeuw drongen de islamitische Omajjaden het gebied ten noorden van de Amu Darja binnen. Vervolgens bonden ze de strijd aan tegen Tirmidh. In 654 bereikte ze het iets noordelijker gelegen Sogdië, rond 675 veroverden ze de regio Chuttal en in 681 overwinterde een Arabische veldheer voor het eerst met zijn leger ten noorden van de Amu Darja. Vanaf 850 beheersten de Samaniden het westen van Transoxanië vanaf de Vallei van Fergana langs Samarkand tot aan Herat, terwijl de regio Chuttal in de 9e en de 10e eeuw werd beheerst door de vermoedelijk uit Iran afkomstige kortstondige dynastie van de Banijuriden. Hun heersers zijn slechts bekend van muntvondsten. De hoofdstad van Chuttal was Choelboek, terwijl geografen uit die tijd naast Kölob ook steden vermelden als Chelawerd (bij Kolchozobod), Andijaragh (aan de gelijknamige rivier), Farghan (Farghar, aan de gelijknamige rivier) en Tamliyat (Tamliat). Na de val van het emiraat van de Samaniden werd het gebied in 1024 veroverd door de Ghaznaviden onder leiding van Mahmud van Ghazni. De 11e-eeuwse ismaïlistische dichter Nasir Chusrau schreef dat Mahmud de vorsten van Chuttal met zijn krijgsolifanten had vertrapt.

### Inval van de Mongolen
De eerste vermelding van de stad Kölob werd gegeven door de 12e-eeuwse historicus Ali Ibn al-Athir, die de inval van de Mongolen in 1220 beschrijft en de daarmee gepaard gaande verovering van Kölob vermeld. In Samarkand verdeelde Dzjengis Khan toen zijn leger en zond een groep van 1000 man naar de Vachsjvallei en naar Kölob, terwijl hijzelf korte tijd later de vesting Tirmidh innam.

### Osmanen
Pas in 1555 wordt de stad weer genoemd toen de Osmaanse admiraal Seydi Ali Reis de Amu Darja overstak vanuit Afghanistan om de graftombe van de 14e-eeuwse soefigeleerde Sayyid Ali Hamadani te bezoeken. In Kölob ontmoette hij de heerser van Chuttal, Jahangir Ali Khan. Volgens de admiraal bevond de graftombe zich bij Dali, waarmee hij vermoedelijk het dorp Dili (of Deli, tegenwoordig Imam-Ali) bedoelde, 15 kilometer ten westen van Kölob. Hamadhani was op zijn pelgrimsreis (hadj) van Srinagar naar Mekka gestorven ten zuiden van de Amu Darja in het huidige Afghanistan en was daarop naar deze plek gebracht. Vermoedelijk werd zijn tombe tussen 1584 in 1594 verplaatst naar het huidige mausoleum in Kölob.
Kölob was ook in die tijd een belangrijke handelspost tussen Hisor in Afghanistan. In 1584 kreeg het de status van vorstenzetel (dār al-molk). Er bevonden zich toen een groot aantal mektabs (lagere scholen), madrassa's (middelbare scholen) en verschillende werkplaatsen voor handwerken en handelsondernemingen.
Ergens voor het begin van de 17e eeuw ging de naam van de stad over op de hele regio Chuttal. Later werd deze regio Kölob onderverdeeld in het huidige district Kölob in het zuidoosten en het district Baljovan ten noordoosten daarvan.

### Oezbeekse invloed: Shajbaniden, Asjtarachaniden en de Lakai
De Oezbeekse heerser Abdullah II van de dynastie van de Shajbaniden wist eind 16e eeuw vanuit Buchara heel Chorasan op de Safawiden. In 1584 nam hij ook de vesting van Kölob in. In het jaar erop plunderde hij Herat en Merv. Zijn neef droeg hem op om een farsak (farsang, 5 kilometer) vanaf de verwoeste vesting Kölob een nieuwe vestiging te bouwen; mogelijk op de plek van de huidige stad. In de periode daarop bloeiden de handel in landbouw weer op.
In de 17e eeuw was het gebied in handen van de opvolgers van de Shajbaniden; de Oezbeekse dynastie van de Asjtarachaniden. In die tijd volgden verschillende leenheren elkaar op als bestuurders van de regio Kölob. Nadr Mohammad, de vorst van Balch en Badachsjan, stelde in de eerste helft van de 17e eeuw zijn 11-jarige zoon als gouverneur van Kölob aan. Deze lukte het om de plunderingen van de Kirgizische stammen door militair ingrijpen te beëindigen. Na hem volgden achtereenvolgens 2 van zijn broers hem op als bestuurder van het gebied, die echter slechts kort regeerden. Onder hun heerschappij werd er echter wel zoveel graan verbouwd, dat ze hun belastingen konden betalen in goud. Vermoedelijk ging de macht vervolgens van de Asjtarachaniden over naar de Oezbeekse stam Lakai, die het gebied binnendrong vanuit het noordwesten. Een andere machtsfactor was de Oezbeekse stamfederatie Qataghan, wiens machtsbasis iets zuidelijker lag, in de Afghaanse provincie Kunduz. De invloed van de beide Oezbeekse groepen eindigde in 1751 toen ze werden onderworpen door de Afghaanse heerser Ahmad Shah Durrani, die hun gebieden inlijfde bij zijn Durranirijk (1747–1826). Kölob viel hier buiten, maar de rooftochten die de lokale heersers uit Kölob ondernamen tegen Durrani moesten ze wel bekopen met zware verliezen.
In de 17e en 18e eeuw woonden en werkten in Kölob ongeveer 40 dichters, waarvan Nasech (Abdoelrachmon Chondzja), Hodzji Choesaini Kangoerti, Bismil en Sjochin de bekendste waren. Overblijfselen van gebouwen en mausoleums getuigen van een hoog kennisniveau van bouwstijl en architectuur.

### Autonomie en verwoesting
De regio bleef met een onderbreking in de eerste helft van de 19e eeuw relatief onafhankelijk tussen het machtige Emiraat Boechara in het noordwesten, het Kanaat van Kokand in het noorden en het Emiraat Afghanistan in het zuiden. In 1832 werd de relatieve rust echter ruw verstoord toen de heersers van Kunduz en Kokand bij de stad een veldslag uitvoerden om invloed in het gebied, waarbij de stad werd verwoest. Sari Beg Ataliq, de lokale beg van Kölob, die de stad echter weer herbouwen tijdens zijn regering tussen 1856 en 1870. Zijn rijk strekte zich uit vanuit de Vachsjvallei in het westen tot de Kofarnihonvallei in het oosten.

### Russische Rijk
In 1868 werden het Emiraat Boechara in het Kanaat van Kokand na een aantal korte ongelijke gevechten veroverd door het Russische Rijk. De onderworpen heersers behielden hun functies en de stamleiders hun privileges in het nieuwe generaal-gouvernement Turkestan. Amir Mozaffar ad-Din, een Emir van de Mangieten-dynastie uit Buchara, wist met Russische hulp 2 jaar later zijn macht uit te breiden naar het oosten en zo het hele westelijke deel van het huidige Tadzjikistan inclusief Kölob in te lijven als nieuwe provincie. Kölob vormde echter een bondgenoot van deze Emir en bleef daarom grotendeels autonoom. Een Russische reiziger schreef in 1886 dat Kölob bestond uit 17 stadsdelen (machalla of goesar), waarvan veel een eigen moskee en diverse voorzieningen telden. Begin 20e eeuw was Kölob de grootste stad van oostelijke deel van het vroegere Emiraat Boechara en telde toen reeds 20 stadsdelen. De stad telde veel bedrijven die zich specialiseerden in handwerken zoals weven (zijden stoffen zoals brokaat en suzani), het maken van juwelen, pottenbakken en leerbewerking, schrijnwerk, het maken van messen, paardenharnassen, wapens en andere metalen producten. Er werd veel handel gedreven en er bevonden zich bazaars. Kölob stond bekend om zijn borduurwerk (gulduzi en chakan) met hun specifieke kleuren en vormen.

### Russische Burgeroorlog
Na de Oktoberrevolutie van 1917 en de start van de Russische Burgeroorlog begon, begon het Rode Leger ook met de verovering van Centraal-Azië. Lokale weerstand hiertegen door de Basmatsji duurde in grote delen van de regio voort tot in 1920. Na een volksopstand wisten de Russische troepen in maart 1921 de stad in te nemen. Nadat ze de Basmatsji hadden verdreven uit Buchara en de Hisarvallei wisten de Russen na gevechten in de bergen bij Kölob de georganiseerde tegenstand in augustus 1922 te breken. Enkele jaren later gaven de laatste opstandelingen de strijd op.

### Sovjetperiode
Ondertussen hadden de Sovjet-Russische autoriteiten de Turkestaanse Autonome Socialistische Sovjetrepubliek opgericht, waaruit in 1929 de Tadzjiekse Socialistische Sovjetrepubliek werd opgericht. In 1934 kreeg Kölob de status van stad en werd het bestuurlijk centrum van de gelijknamige oblast, die een oppervlakte had van 12.000 km² en in 1979 ongeveer 400.000 inwoners telde. In 1992 werden de oblasten Kölob en Qoerghonteppa tot onderdeel van de nieuwe provincie Chatlon gemaakt.
Vanaf het einde van de jaren 1920 tot ongeveer 1940 werd alle landbouwgrond genationaliseerd en werden de boeren verplicht onderdeel van de nieuw opgerichte kolchozen. Boeren uit de hoger gelegen bergvalleien (met name uit de Gharmvallei) werden gedwongen zich te vestigen bij de stad om er te gaan werken in de kolchoz. Eind jaren 1940 werd in navolging van de enige jaren daarvoor begonnen verbouw van katoen in de Vachsjvallei ook bij Kölob begonnen met de verbouw van dit gewas. Dit vereiste de aanleg van een netwerk van irrigatiekanalen. In de stad werd eerder al in 1926 een fabriek gebouwd voor de verwerking van katoen.

### Overstromingen en kinderverlamming in 2010
In de eerste helft van 2010 was er een sterke stijging van het aantal gevallen van verlamming onder de bevolking van het zuidwesten van Tadzjikistan. Op 9 mei 2010 stond de teller volgens de WHO op ruim 278 gevallen van acute verlamming, waarvan 56 op basis van laboratoriumonderzoek waren gediagnosticeerd als kinderverlamming (polio). In juli 2010 was dit aantal gestegen tot 643, waaronder 334 gevallen van kinderverlamming. 21 gevallen van polio kwamen uit de regio Kölob. Tegelijktijdig werd de regio in de maanden april en juni 2010 getroffen door zware regenval, waardoor zware overstromingen, modderstromen en aardverschuivingen ontstonden en waarbij de regio Kölob het zwaarst werd getroffen. 4500 inwoners raakten dakloos en vele anderen verloren hun vee. Landbouwgronden en weidegebieden werden verwoest. Ook het drinkwater van de stad was enkele weken dusdanig besmet dat er waterzuiveringstabletten moesten worden uitgedeeld onder de bevolking. Het drinkwater in alle Tadzjiekse steden wordt voortdurend besmet door met name pesticiden uit de katoenteelt, zware metalen van industriële bedrijven en bacteriën en overblijfselen van kunstmest uit landbouwgebieden. Het gelijktijdig optreden van kinderverlamming en de waterverontreiniging bevorderde de discussie over ziektebeelden en de oorzaken ervan, waarbij vooral de gebrekkige hygiëne aan bod kwam.

## Economie en vervoer

### Economie
De stad vormt het centrum van een landbouwregio. In 1989 werkte 16,5% van de beroepsbevolking in de industrie. De enige industriële activiteit is de verwerking van katoen. Voedsel wordt geïmporteerd uit andere delen van het land en uit Kazachstan.
Kölob en het omringende oostelijke deel van de provincie Chatlon liggen in het armste deel van Tadzjikistan. Ondanks de politieke invloed van de elite uit de stad (zie politiek) leeft het grootste deel van bevolking in armoede. Net als in andere Tadzjiekse provincies vormen de geldovermakingen door mannelijke Tadzjiekse arbeiders vanuit met name Rusland een wezenlijk bestandsdeel van het inkomen van veel inwoners.

### Wegen
Vanuit Doesjanbe kan de stad per weg worden bereikt via de M41 tot aan Vahdat en vandaar verder over de A385 via Norak, Danghara, het dorp Koerbon Sjahid (ruïnes van Choelboek) en Wose. Dit is de enige weg van Gorno-Badachsjan die normaal gesproken het hele jaar te gebruiken is. Deze weg voert vanuit Kölob verder naar het oosten tot aan de Afghaanse grens en via de rotsachtige vallei van de grensrivier de Pandzj naar de 610 km verderop gelegen provinciehoofdstad Choroegh. In januari 1999 werd deze weg verlengd met een 35 km lange nieuwe weg vanuit Kölob naar het kleine grensplaatsje Qalai Choemb.
Vanuit de luchthaven van de stad loopt een weg het dal en naar de moeilijk toegankelijke en afgelegen bergregio van het district Moenimobod.

### Spoorlijn
In 1956 werd de smalspoorlijn van de Oezbeekse stad Termiz naar de Tadzjiekse stad Qoerghonteppa verlengd tot aan Kölob. Via deze goederenspoorlijn werden katoen en zout uit de regio geëxporteerd. Deze spoorlijn werd aangelegd in een tijd dat er nog geen geasfalteerde wegen waren en de reis over de bochtige bergweg naar Doesjanbe ongeveer 20 uur duurde. Met een gemiddelde snelheid van 12 km/h nam de tijdswinst per trein echter niet bepaald toe en passagiersvervoer was er dan ook nauwelijks. In de jaren 1960 werd het passagiersvervoer zelfs gestaakt. In de Sovjetperiode werd ingezet op de aanleg van de breedspoorlijnen tussen de uniestaten. Kölob vormde echter een eindstation en werd daarom pas laat aangesloten op dit netwerk. Pas in 1999 werd het stuk tussen Qoerghonteppa en Kölob voltooid. Onder normale omstandigheden rijden er sindsdien gedurende 2 dagen per week treinen vanuit Kölob via Qoerghonteppa en Termiz naar Moskou. De passagiers bestaan vooral uit Tadzjiekse arbeidskrachten, die in Rusland werkzaam zijn.

### Luchthaven

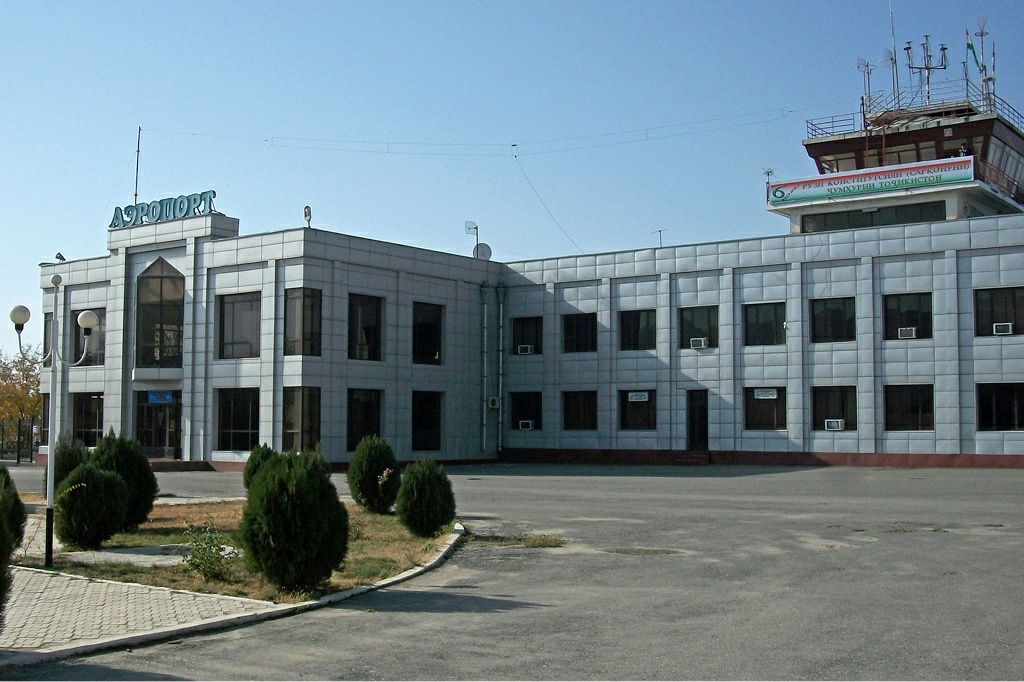
Voorzijde luchthavengebouw

De (sinds 1997 internationale) luchthaven Kölob ligt ongeveer 8 km ten noorden van de stad bij het dorp Ziraki op een hoogte van 700 meter in de vallei van de Jachsoe. De luchthaven wordt alleen aangedaan door de Russische luchtvaartmaatschappijen Ural Airlines en S7 Airlines, die enkele keren per week vliegen naar Moskou. Tijdens de Afghaanse Burgeroorlog leverde Tadzjikistan tussen 1994 en 2001 militaire steun aan sjiitische Tadzjieken en Hazara in hun strijd tegen de Taliban. de luchthaven van Kölob diende daarbij als steunpunt voor de Noordelijke Alliantie, die haar machtsbasis had in de Afghaanse provincie Panjshir. Ook de Amerikanen hadden hier destijds een kleine legermacht van ongeveer 200 man gestationeerd, die van hieruit met helikopters aanvallen deed op de Taliban. Zij werden daarbij ondersteund door enkele Fransen en Italianen.
Bij de luchthaven werd in 1989 het 149e regiment van het 7000 man en 3 regimenten tellende Russische garnizoen van de 201ste gemotoriseerde brigade gelegerd. Hoewel de eenheid zorgde voor klandizie bij de middenstand van de stad, waren er ook klachten vanuit de bevolking. Na een aantal schandalen, waaronder een incident waarbij dronken halfnaakte Russische soldaten in gevecht raakten met lokale jongeren, werd de brigade in 2015 overgeplaatst naar Doesjanbe en werd de basis overgedragen aan de Tadzjiekse staat.

## Bevolkingsontwikkeling
| 1939 | 1959  | 1970  | 1979  | 1989  | 2000   | 2010   |
| ---- | ----- | ----- | ----- | ----- | ------ | ------ |
| 8439 | 23455 | 39764 | 54841 | 74456 | 77.692 | 94.950 |

## Politiek

### Tadzjiekse Burgeroorlog
In de Sovjetperiode was de macht in het land in handen van de elite uit de noordelijke stad Leninabad (nu Choedzjand). het zuiden bezat in die tijd nauwelijks politieke macht. Na de onafhankelijkheid van de Sovjet-Unie in 1991 begon in mei 1992 de Tadzjiekse Burgeroorlog. Tussen mei en december 1992 kwamen daarbij in de provincies Doesjanbe, Qoerghonteppa en Kölob ongeveer 50.000 mensen om het leven en waren ongeveer 650.000 Tadzjieken gedwongen te vluchten. In deze machtsstrijd stonden de regeringsgezinde vertrouwelingen van de uit de zuidelijke stad Danghara afkomstige huidige president Emomalii Rachmon tegenover de Verenigde Tadzjiekse Oppositie (UTO) uit het noorden. Rachmon was destijds onder andere voorzitter van de volksraad van de provincie Kölob en uit de stad Kölob kwamen veel van zijn vertrouwelingen. In november 1992 volgde hij de afgezette president Rahmon Nabijev op als parlementsvoorzitter en in november 1994 werd hij de nieuwe president. Daarmee verschoof de macht van de vroegere elite uit de noordelijke stad Leninabad naar de met Rachmon verbonden families uit Kölob en Danghara in het zuiden. De overwegend uit Kölob afkomstige milities waaraan Rachmon zijn macht dankte noemden zich tijdens de oorlog Sitodi Melli ("Volksfront"). Deze milities werden opgericht in de zomer van 1992 in Kölob en werden later aangevuld met strijders uit de Hisorvallei. Zij werden in hun strijd ondersteund door Oezbekistan en Rusland. De milities streden zij aan zij met Oezbeekse eenheden uit het westen van de provincie Chatlon tegen traditionele islamitische groepen uit de Rasjtvallei (toen nog Karategin genoemd) en Gorno-Badachsjan. Bij de vredesonderhandelingen wisten deze strijdende partijen echter tot een overeenkomst te komen, waarbij de macht werd gedeeld en het noorden werd uitgesloten van de macht.

### Cliëntelisme en machtsverschuiving
Na de oorlog werden de milities opgenomen in de reguliere Tadzjiekse Strijdkrachten. De Rachmon-gezinden uit Kölob werden binnen het Tadzjiekse systeem van cliëntelisme (mahalgaroi) door de nieuwe president beloond met sleutelposities in de nieuwe regering. Tot op heden bezitten zij veel invloed in de Tadzjiekse politiek. In 2010 waren bijvoorbeeld de minister van gezondheidszorg, de minister van onderwijs, de voorzitter van de Hoge Raad, het hoofd van de presidentiële staf en de voorzitter van het Hogerhuis (Majlisi milli), de directeur van de Tadzjiekse Nationale Universiteit, de Tadzjiekse Medische Staatsuniversiteit en de Tadzjiekse Pedagogische Staatsuniversiteit en de burgemeester van Doesjanbe afkomstig uit de stad. Ook de leiding van de grote staatsindustrieën is veelal in handen van mensen uit Kölob. Er is echter een strijd gaande om de invloed tussen mensen uit Kölob en Danghara. Zo werd Ghaffor Mirzojev, de uit Kölob afkomstige directeur van aluminiumsmelterij TALCO in Toersoenzoda, een voormalig krijgsheer uit de jaren 1990, tot 2004 hoofd van de presidentiële garde in een van de invloedrijkste personen van het land, wegens moord en andere delicten veroordeeld tot levenslange gevangenisstraf en vervolgens vervangen door iemand uit de Danghara-clan. Ook de uit Kölob afkomstige Sjerali Nazarov, hoofd financiële zaken van TALCO tussen 1996 en 2004 werd daarbij afgezet. Bij deze machtswisseling was Hasan Sadoellojev, hoofd van de Orijonbank en de schoonvader van Rachmon, betrokken. Deze en andere wijzigingen van invloedrijke posities vanaf het einde van de jaren 1990 tonen een voortgaande machtsverschuiving van de Kölob-clan ten gunste van de Danghara-clan, waarbij de president zijn patronagenetwerken steeds meer concentreert op vertrouwelingen uit zijn geboorteplaats Danghara.

## Stadsbeeld en bezienswaardigheden

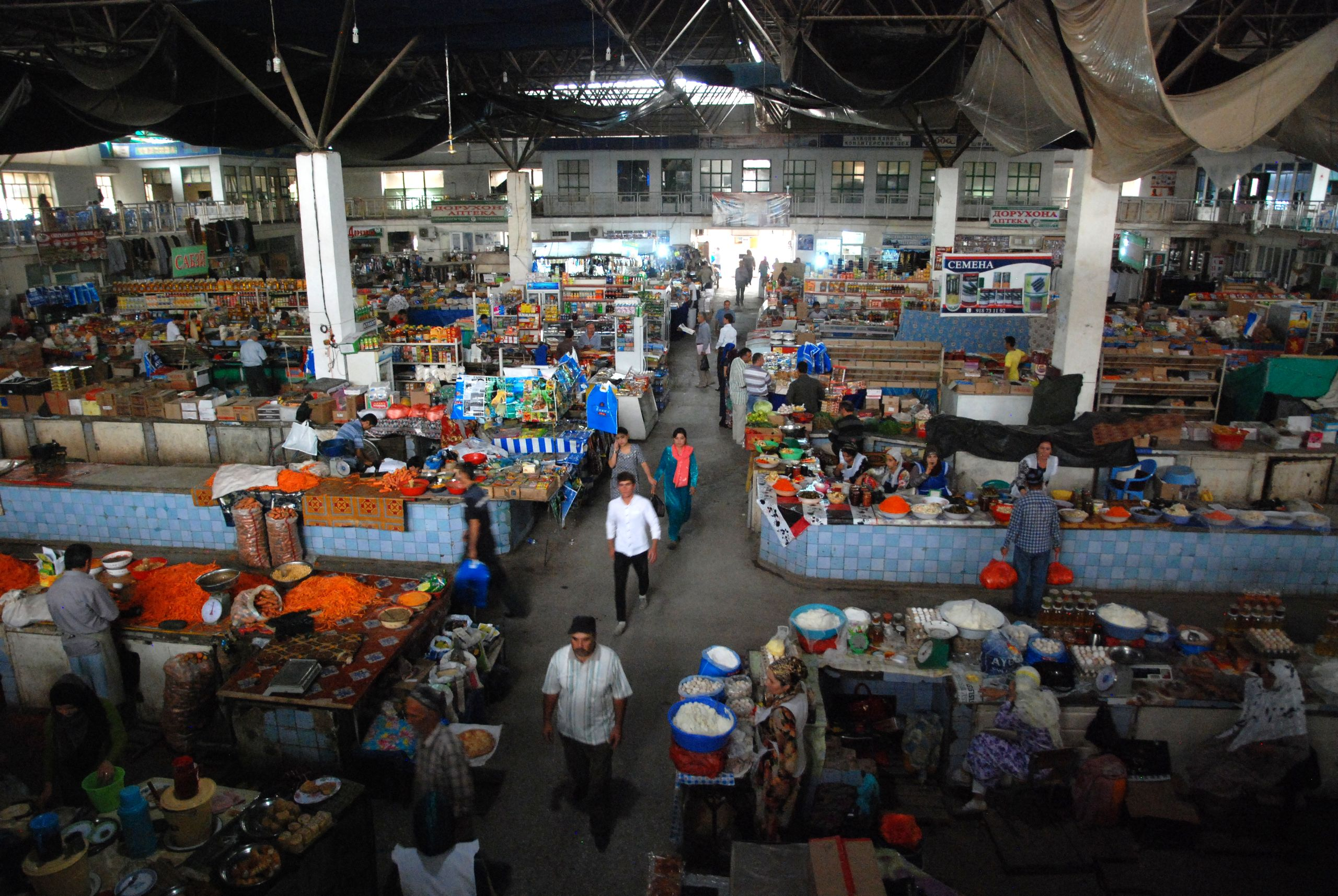
Interieur van de markthal

Het zakencentrum van de stad bevindt zich aan de zuidzijde van het stadscentrum. Hier bevindt zich een grote markthal met verschillende restaurants op de bovenverdieping, veel winkels en twee grote hotels. De centrale as van de stad is de Somonistraat (oelitsa Somoni, vernoemd naar de 10e-eeuwse Samanidische heerser Ismoil Somoni), die vanuit het centrum ongeveer 3 km naar het noordoosten loopt. Ongeveer 200 m van de markthal werd in 2006 aan deze straat een grote rotonde aangelegd als gedenkteken voor het 2700-jarig bestaan van de stad. Volgens critici was de aanleg hiervan vlak voor de verkiezingen -net als het in 2002 gevierde 2500-jarig bestaan van de noordelijke stad Istaravsjan- een campagnestunt van de president en verkwisting van de weinige financiële middelen van de Tadzjiekse staat. Ongeveer 100 meter noordelijker staat het stadshuis (Ҳукумат; hoekoemat).

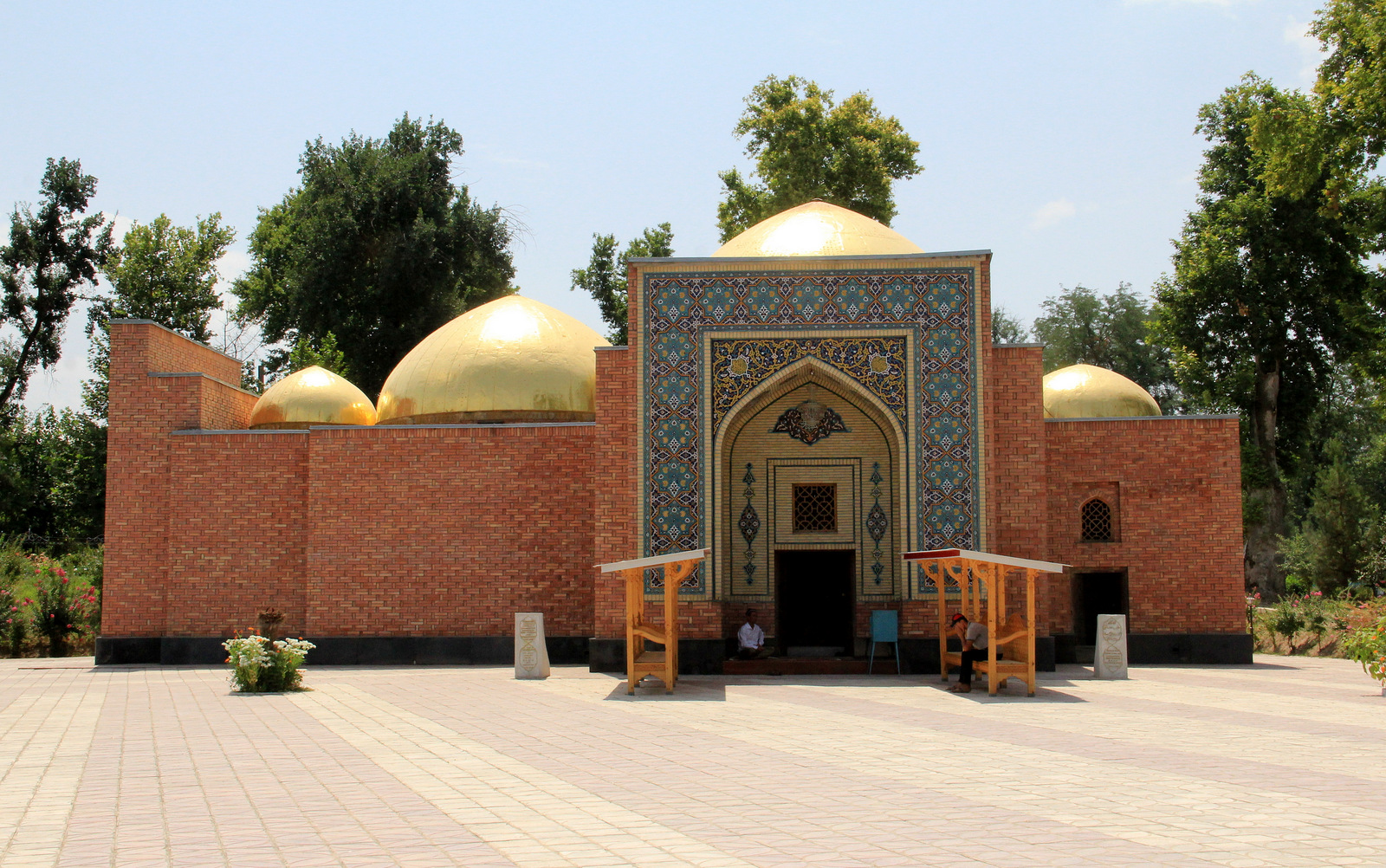
Mausoleum van Sayyid Ali Hamadhani

Ongeveer in het midden van de stad en 1,5 kilometer ten noorden van de markt ligt het stadspark aan de Somoni-straat. In dit park bevindt zich het in 2008 gerestaureerde Mausoleum van Sayyid Ali Hamadhani. In dit nieuwe bakstenen gebouw met meerdere kleine koepels bevinden zich naast de cenotaaf van Hamadhani ook de graven van verschillende islamitische personen. Het gebouw mag alleen worden binnengegaan door mannen. Ertegenover staat een klein museum met de geschriften van Hamadhani en oude uitgaves van de Koran. In het achterste deel van het park worden archeologische resten van gebouwen getoond die uit het 1e millennium v.Chr. zouden stammen.
Buiten het centrum, aan het noordelijke deel van de Somoni-straat, bevindt zich een gedenkteken voor de slachtoffers van de Tweede Wereldoorlog (Grote Vaderlandse Oorlog). Een brede straat voert in de richting van het stadspark, naar het uitgestrekte oostelijke stadsdeel met flatgebouwen uit de Sovjetperiode. Daar bevindt zich nog een markt, waar hoofdzakelijk meel, groenten, fruit en huishoudelijke artikelen worden verkocht. Vanuit de rotonde met het gedenkteken voert de Tomin-straat naar het zuidoosten. Deze weg is vernoemd naar Nikolaj Tomin, de commandant van een communistische brigade, die in 1924 omkwam in de strijd tegen de Basmatsji.

## Cultuur
In de Sovjetperiode werd de islam onderdrukt. Alle moskeeën werden gesloten op een paar officieel erkende na. Weinig moellah's werden erkend en tegen niet erkende moellah's werd hard opgetreden door de politie. Midden jaren 1980 waren er echter toch naar schatting 150 volksislamitische predikers in de regio rond Kölob. Het Mausoleum van Ali Hamadhani was in de Sovjetperiode ingericht als museum, maar gelovigen werd het wel toegestaan om hier te bidden.
De stad telt enkele in Tadzjikistan bekende zangers en zangeressen die de Tadzjiekse muziekstijl Falak spelen.